# Liska Tibor
Liska Tibor (Békéscsaba, 1925. október 25. – Budapest, 1994. július 15.) Széchenyi-díjas magyar közgazdász, a róla elnevezett Liska-modell kidolgozója.

## Családja
- Szülők: Liska Mihály, Nagy Irén
- Feleségei: Szilágyi Ilona (1947–1980), Pólya Lenke (1982–1994)
- Gyermekek: Tibor (1947), Péter (1953–2003), Bence (1982)

## Tanulmányai
- a Debreceni Tudományegyetem Bölcsésztudományi Kara, magyar–német-angol szak 1943–48 között, utána pedig
- az akkori Marx Károly Közgazdaságtudományi Egyetem, ipar szak 1948–52.

## Életpályája
1945-től a Nemzeti Parasztpárt tagja, a Madisz titkára Békéscsabán, majd a Viharsarok belső munkatársa volt. 1946–47-ben Budapesten a Dózsa György népi kollégium gazdasági titkára, 1947–48-ban a parasztpárti Békés című lap szerkesztője volt. 1952-től 1956-ig a miskolci Nehézipari Műszaki Egyetem ipargazdaságtan tanszékének tanársegéde, adjunktusaként dolgozott. 1956 nyarától a Pénzügyminisztérium árfőosztályának munkatársa volt.
1956 októberében a Pénzügyminisztérium forradalmi bizottságának tagja volt, de 1957 elején elbocsátották. 1957-től 1969-ig különböző vállalatoknál, ágazati intézményeknél dolgozott. 1959-ben pályadíjat nyert az 1963. évben megjelent „Kritika és Koncepció” c. tanulmánya. Ebben az időben különböző intézeteknek dolgozott (Ipari Minisztérium, Központi Statisztikai Hivatal, Párttudományi Intézet, VÁTI stb.) 1969-től 1975-ig a Marx Károly Közgazdaságtudományi Egyetem Népgazdaság tervezése tanszékének tudományos-gazdasági tanácsadója volt, a konvertibilitással, a harmadik szektorral, a gazdasági egyensúly feltételeinek problémáival foglalkozott.
1975–76-ban az Építésgazdasági és Szervezési Intézet gazdasági tanácsadója volt, majd 1978-ig az MKKE belkereskedelmi tanszékének tudományos főmunkatársa lett. 1978-tól haláláig a Vállalkozáskutató Csoport vezetője volt. 1980-ban kidolgozta a szocialista vállalkozás elméletét, 1981–83 erről nyilvános vitákat tartott. 1981 elindult a szentesi kísérlet (Felszabadulás Tsz). 1986–87 az USA-ban tett tanulmányutat, 1987–1990 között több alkalommal hívják meg Olaszországba előadni.
1990-ben egyetemi tanárrá nevezték ki, 1991-ben pedig az elsők között kapta meg a Széchenyi-díjat. 1992-ben a Magyar Tudományos Akadémia (TMB) a közgazdaság-tudomány doktorává avatta.

## A Liska-modell
Fia, F. Liska Tibor foglalta össze Liska Tibor vállalkozásokkal kapcsolatos, eredeti nézeteit. A Közgazdasági Szemlében 1998-ban megjelent tanulmánya hangsúlyozza, hogy Liska „kutatásai olyan társadalmi-gazdasági modell kidolgozására irányultak, amely a kapitalizmusnál is piacibb módon működik, ahol még a tulajdon is verseny tárgya. A modell alapvető emberi jognak tekinti a termelőeszközökkel való rendelkezést, amit nyílt versenyben lehet érvényesíteni. Az államnak csak annyi szerepet szán a gazdaságban, mint egy játékvezetőnek a focimeccsen: szabadrúgást ítélhet, ha valaki kézzel ér a labdához, vagy kiállíthatja a szándékosan szabálytalankodókat, de labdába nem rúghat és a szabályokat sem változtathatja meg.”

## Díjai, kitüntetései
- Széchenyi-díj (1991) – A hazai ökonómiában kimunkált közgazdasági rendszere elismeréseként.
- Heller Farkas-díj (posztumusz, 1995. december, Bokros Lajos pénzügyminisztertől)

## Filmek, amelyekben szerepelt
- Kovács András: Falak (magyar játékfilm, 95 perc, 1968) ... V. vendég
- Mészáros Márta: Holdudvar (magyar játékfilm, 81 perc, 1968) ... Vendég (stáblistán nem lett feltüntetve)
- Bacsó Péter: Kitörés (magyar játékfilm, 110 perc, 1971) ... Pray
- Bacsó Péter: Jelenidő (magyar játékfilm, 1971) ... Kulcsár
- Bacsó Péter: Áramütés (magyar játékfilm, 105 perc, 1979) ... Igazgató
- Papp Zsolt: Tudósklub – "Áru-e a kultúra" kérdésének vítája (vita, 90 perc, 1981)

## Publikációi

### Könyvei
- Liska Tibor: Ökonosztát, Közgazdasági és Jogi Könyvkiadó, Budapest, 1988. ISBN 9632221559
- Koncepció és kritika (Vita Liska Tibor "szocialista vállalkozási szektor" javaslatáról), Magvető Kiadó, Budapest, 1985. ISBN 9631403599 (Nyers Rezső, Bársony Jenő, Liska Tibor, Síklaky István, Bokros Lajos, Kornai János, Berend T. Iván, Tardos Márton tanulmányai)
- Liska Tibor: Szent barmunk – a politika alaprendje, Betűvető Kisszövetkezet, Budapest, 1989. ISBN 9635009526
- Liska Tibor: Antioroszlán, Képzőművészeti Kiadó, Budapest, 1990. ISBN 9633365414
- Liska Tibor: Üdülőtársulás kísérletek, Liska Alapítvány, Budapest, 1997. ISBN 9630480417
- Közgazdász újság különszáma, Budapesti Közgazdaságtudományi Egyetem, Budapest, 1995.

### Nem publikált művei (válogatás)
- A szocializmus politikai gazdaságtanának bírálatához, 1963.
- COMO-i előadások 1967. A gazdasági mechanizmus és a gazdasági növekedés magyarországi vitájának nemzetközi aktualitása.
- Érvek és ellenérvek a világpiaci árbázisú árrendszerek körül, 1967.
- Hogyan szüntethető meg rövid idő alatt a lakáshiány?, 1968.
- A filmszakma új gazdasági mechanizmusának koncepciója, 1967-1968.
- Sikerült-e kialakítani 1968-ban a tervszerű piacszabályozás mechanizmusát?, 1968.
- Kísérlet az egységes valutaárfolyam fontosabb összefüggéseinek változatos megfogalmazására a "világpiaci árbázison" számított pénzforgalmi mérleg modelljében, 1969.
- A tőke- és munkaerőpiacot hatékonyabbá tevő pénzreform, vagy csak az adminisztratív ár- és jövedelemszabályozás korrekciója?, 1969.
- A konvertibilitás feltételei, 1971.
- Tulajdonreform, 1972.
- A humánökológiai agyszennyezés és a környezetpiac közgazdasági problémái, 1972-1973.
- A gazdasági verseny fejlesztésének a monetáris rendszerhez kapcsolódó feltételei, 1973.
- A szellemi alkotás tulajdonrendszer problémái, 1973.
- A forint konvertibilissé tételének lehetőségiről, 1974.
- A szocialista vállalkozás és a vagyonpiac problémái az építő gazdaságban, 1975-1976.
- Problémák és hipotézisek 1976. A lakossági akkumuláció és a szocialista vállalkozás fejlesztésének új lehetőségei
- Hiányszocializmus, 1977.
- Az egerszalóki üdülőtársulás előzetes közgazdasági koncepciója, 1977.
- VÁLLALKOZÁSKUTATÁS 1977-1980 Összefoglalók és szemelvények
- Vállalkozáskísérletek Pénztára (VKP) – Vállalkozások Tervpiaca (VTP), 1980-1981.
- A vállalkozáskutatás vitaindító anyagai 1981-1983 – Döglött lovak versenye?
- Olasz március 1984 – Előtanulmányok a vállalkozáskísérletek nemzetközi bankjához.
- Koncepciótlanság és kritikátlanság. Kongresszusi előzetes a nyüzsögve "alvó" éjjeliőreinknek, 1985.
- "CASSA NOVA" Vállalkozáskísérleti- és finanszírozási Pénztár, 1985-1990.
- Temetni jöttem az államokat, nem dicsérni!, 1990.

### Cikkei (válogatás)
- Kultúra vagy antikultúra a piacellenesség?, 1981. 10. szám (október hó) (Kritika)

### Sajtócikkek
- Közgazdász. MKKE lapja. 1981. 9. Beszélgetés Liska Tiborral, az MTA—MKKE vállalkozáskutató csoport vezetőével. „Maszek világ” vagy szocialista vállalkozás ?

- F. Liska Tibor: Kornai - Liska, 2016. január (Eredeti – Kornai János születésnapi emlékkötet)
- F. Liska Tibor: Alapjövedelem és társadalmi-örökség, 2014. február (Eredeti – Élet és Irodalom)
- F. Liska Tibor: Liska-modell variánsok, 2012. március (Kézirat)
- F. Liska Tibor: Experimental Economy, 2011. szeptember (LisKaLand Survey)
- F. Liska Tibor: A Liska-modell feltételei, 2011. február (Eredeti – KÖZ-GAZDASÁG)
- F. Liska Tibor: LisKaLand 2009, 2010. január (Eredeti – Mozgó Világ)
- F. Liska Tibor: Verseny és együttműködés, 2009. május (Eredeti – Élet és Irodalom)
- F. Liska Tibor: The Liska Model, 2007. december (Eredeti[halott link] – Society and Economy)
- F. Liska Tibor: Önszabályozó adózás, 2006. augusztus (Eredeti – Élet és Irodalom)
- F. Liska Tibor: Támogatás és irigység, 2005. augusztus (Eredeti – 168 óra)
- Gergely László: Újabb pénz az egerszalóki fürdőberuházásnak, 2005. augusztus 16. Letöltés (Eredeti – Piac és Profit)
- Liskáné Pólya Lenke: Liska-kísérletek: "az a jó, ha mindenki megtalálja a maga hasznát és érdekét", 2005. július 20. Letöltés (Eredeti – NOL)
- Liskáné Pólya Lenke és Tamás Tibor: Mire jók a Liska-kísérletek? (Tanulmány), 2005. július 13. Letöltés: 1. rész, 2. rész, 3. rész (Eredeti – NOL)
- F. Liska Tibor: NOL-vita a Liska-tulajdonról: Személyes és mégis társadalmi?, 2005. június 10. Letöltés (Eredeti – NOL)
- F. Liska Tibor: A Liska-féle tulajdon, 2005. március (Eredeti – Mozgó Világ)
- Dr. Czagány László: Az információk és az identifikációs jelek a Liska-modellben, 2004. Letöltés (SZTE Gazdaságtudományi Kar Közleményei 2004. JATEPress, Szeged, 95-104. o.)
- F. Liska Tibor: Bébikötvény és társadalmi örökség, 2001. augusztus Letöltés (Eredeti – 168 óra)
- F. Liska Tibor: A Liska-modell üzenete, 2000. július Letöltés (Eredeti – Mozgó Világ)
- F. Liska Tibor: Ingatlanhasznosítás, 2000. február Letöltés (Eredeti)
- F. Liska Tibor: Automata galéria, 1999. november Letöltés (Eredeti)
- F. Liska Tibor: A Liska-modell, 1998. október Letöltés (Eredeti - Közgazdasági szemle)
- F. Liska Tibor: Adómentes gazdaság, 1991. január 10. Letöltés (Eredeti – HVG)
- Macrae, Norman: Into entrepreneurial socialism, 1983. március 19. (The Economist)
- Acta Oeconomica cikkei angol nyelven, 1982. Letöltés: 1. rész, 2. rész, 3. rész, 4. rész (Akadémiai Kiadó, Budapest 28. szám)
- Böröcz József: "Világrendszer és vállalkozói szocializmus." Valóság, 1986, 29(5): 95-105.
- Christian Schmidt-Häuer: Balettet táncolunk egymással" A magyar vezetés és birálói, 1982. április 23. Letöltés (Die Zeit)
- Csüry István: Egy öklandi polgár feljegyzései, 1982. augusztus 15. Letöltés (Hajdú-Bihari Napló)
- Mire nem talál Ön vállalkozót?, 1982. július 1. Letöltés (Ötlet82)
- Mire nem vállalkozik a jövő évben?, 1982. december 31. Letöltés (Magyar Ifjúság)
- Juhász Béla: Személyes rész a társadalmiból, 1982. november 23. Letöltés (Fejér Megyei Hírlap)
- Stossek Mátyás: Kisvállalkozás nagyban?, 1982. november 23. Letöltés (Dunaújvárosi Hírlap)
- Kolba Mihály: Liska Tibor elmélete: A szocialista vállalkozás, 1982. november. Letöltés (Magyar Építőművészek Szövetségének kiadványa)
- Győrbíró Károly: A hayeki versenyvaluta-rendszer és a Liska-modell, 1982. április 29. Letöltés (Közgazdász)
- Győrbíró Károly: "Kevés amit tudunk – szükség van a kísérletezésre", 1982. április 15. Letöltés (Közgazdász)
- Bernáth László: Hentes és kultúra, 1982. április 2. Letöltés (Esti Hírlap)
- Áru-e a kultúra? Igen – Is – Nem (cikkgyűjtemény), 1981-1982. Letöltés: 1. rész, 2. rész (Kritika)
- Dr. Varga György: A szentesi kísérlet, 1982. március 24. Letöltés (Figyelő)
- Körösényi András: Liska és a többiek – Közgazdászok egymás között, 1982. március 13. Letöltés (HVG)
- Türei Sándor: A kultúra áru, de a piaca korlátozott, 1982. március 18. Letöltés (Közgazdász)
- VKCS. vita a kulturális vállalkozásokról (PLAKÁT), 1982. március 10. Letöltés
- Gantner Ilona: Anna – a hét filmje, 1982. március 4. Letöltés (Népszava)
- Kornai János: Játékszabályok és társadalmi realitások, 1982. március 3. Letöltés (Figyelő)
- Bizám György: A szentesi bátor emberek, 1981. december 13. Letöltés (Új Tükör)
- Dr. Mizsei Béla: A szentesi bátor emberek, 1982. január 17. Letöltés (Új Tükör)
- Varga Zsuzsa: Vállalkozás magyar módra, 1981. november. Letöltés (Népszava)
- R. Székely Julianna: A szentesi bátor emberek, 1981. november 8. Letöltés (Új Tükör)
- Inge Santner (fordította: Eckhardt Béla): Magyarország megkísérli gazdasági életét nem ortodox módszerekkel fellendíteni, 1981. július 29. Letöltés (Die Weltwoche "C" bizalmas)
- Fóris György: Kutatók és kutatások "Maszek világ" vagy szocialista vállalkozás?, 1981. május 19. Letöltés (Közgazdász)
- Molnár Patrícia: Gondolatok a szocialista vállalkozásról, 1981. május 8. Letöltés (Népszava)
- Körösényi András: Válaszol a Vállalkozás-kutató "Kutatásunk feladata egy új szocialista vállalkozási szektor elméleti előkészítése", 1981. március 14. Letöltés (HVG)
- Varga József: Onedin és Weiss Manfréd, 1981. február 22. Letöltés (Magyar Hírlap)
- Bujdosó Dezső (egyetemi adjunktus): Egy lakásvitához (A Magyar Nemzet vitafóruma), 1980. december 7. Letöltés (Magyar Nemzet)